# Andy Boyle
Andy Boyle, né le 7 mars 1991 à Dublin, est un footballeur international irlandais évoluant au poste de défenseur à Dundee en prêt de Preston North End.

## Biographie
Il participe avec le Dundalk FC à la Ligue Europa et aux tours préliminaires de la Ligue des champions.
Le 1er janvier 2017, il rejoint Preston North End.
Le 30 janvier 2018, il est prêté à Doncaster Rovers.
Le 31 août 2018, il est prêté à Dundee.

## Palmarès
- Champion d'Irlande
  - 2014 avec le Dundalk FC
  - 2015 avec le Dundalk FC
  - 2016 avec le Dundalk FC

- Champion d'Irlande D2
  - 2009 avec l'UCD

- Vainqueur de la Coupe d'Irlande
  - 2015 avec le Dundalk FC

- Vainqueur de la President's Cup
  - 2015 avec le Dundalk

- Vainqueur de la League of Ireland Cup
  - 2014 avec le Dundalk

- Champion d'Écosse D2 
  - 2019 avec Ross County